# NGC 363
NGC 363 es una galaxia lenticular de la constelación de Cetus.
Fue descubierta el 1886 por el astrónomo Frank Leavenworth.